# 因位
因位，又称因地，佛教术语，修行“佛因”（成佛之原因）之位。此言“因”，是針對“果”而言。自发心至成佛之间，菩萨为了证得佛果，在三大阿僧祇劫個前世修行时的地位。